# Kangassaari (ö i Norra Savolax, Norra Savolax, lat 63,16, long 26,62)
Kangassaari är en ö i Finland. Den ligger i sjön Nilakka och i kommunen Pielavesi i den ekonomiska regionen  Övre Savolax ekonomiska region  och landskapet Norra Savolax, i den centrala delen av landet, 300 km norr om huvudstaden Helsingfors. Öns area är 8,4 hektar och dess största längd är 0,7 kilometer i sydöst-nordvästlig riktning.